# Ридзениекс, Вилис
Ви́лис Ри́дзениекс (латыш. Vilis Rīdzenieks, также известен как Александр Меднис; 15 декабря 1884 — 13 ноября 1962) — российский, латвийский и советский фотограф.

## Биография
Уроженец Литвы; в 1900 окончил Шавельскую мужскую гимназию. В 1908 году переехал в Санкт-Петербург, где учился у фотографа Алексеева. Позднее переехал в Латвию, открыл фотосалон в Вентспилсе (1910), а в 1915 — фотосалон KLIO в Риге.
Председатель Латвийского фотографического общества. Основатель профсоюза фотографов Латвии. Кавалер двух орденов Трёх звёзд и креста Признания 5-й степени.
Ридзениекс — единственный фотограф, присутствовавший на церемонии провозглашения независимости Латвии в 1918 году. Фотография В. Ридзениекса «Latvijas Republikas pasludināšana 1918. gada 18. novembrī» стала одним из символов независимости Латвии. Райнис называл Ридзеникса «Поэтом в выборе места и момента».
Наиболее известные работы:
- Провозглашение Латвийского государства 18 ноября 1918 года
- Мать — портрет скорбящей матери композитора Эмилса Дарзиньша в десятую годовщину со дня его смерти
- Горящая колокольня церкви Св. Петра. 29 июня 1941 года (латыш. Sv. Pētera baznīcas degšana 1941. g. 29. jūnijā). До сих пор у экспертов нет единого мнения, является ли фотография фотомонтажом или же документальным кадром[3]. Некоторые считают кадр подделкой, потому что «пылающая башня не рухнула набок, а просто провалилась вниз…»[4]. Во время немецкой оккупации фотография тиражировалась с подписью «Большевики сожгли церковь Св. Петра»[5].

## Галерея
- Горящая колокольня церкви Св. Петра. 29 июня 1941 года